# Škoda MU-4
Lo Škoda MU-4 era un tankette cecoslovacco prodotto nei primi anni trenta. Fu realizzato un solo prototipo.

## Storia
Nel 1932, presso lo stabilimento Škoda di Plzeň, utilizzando l'esperienza nella costruzione del tankette Škoda MU-2, per la competizione di tankette dell'esercito cecoslovacco fu sviluppato un prototipo di veicolo denominato MU-4, armato con due mitragliatrici.
Il mezzo fu sconfitto dal concorrente Tančík vz. 33 della ČKD di Praga, ma nel 1934 venne presentato al Reale Esercito Jugoslavo, che tuttavia gli preferì inizialmente il polacco TK-3 e il cecoslovacco vz. 33. Nel 1939 venne offerto all'Afghanistan e nel 1940 all'Ungheria e alla Svezia, ovunque senza successo. Il telaio di questo veicolo venne utilizzato per la realizzazione del trattore d'artiglieria leggera Škoda MTH.
L'unico prototipo costruito è sopravvissuto alla seconda guerra mondiale ed è stato restaurato ed esposto dal 1972 nel Museo di tecnologia militare di Lešany.

## Tecnica
Il tankette MU-4 venne realizzato sulla base del tankette MU-2, ma aveva un telaio diverso, che ne aumentava l'affidabilità. Inizialmente aveva un motore a carburatore 2 cilindri da 33 hp, ma nel 1934 fu sostituito con un più potente 4 cilindri da 40 hp. Il veicolo era completamente blindato e lo spessore della corazza andava da 4 a 10 mm, armato con 2 mitragliatrici ZB vz. 26 da 7,92 × 57 mm Mauser (con una riserva di 3.600 colpi) indipendenti in casamatta.